# Papež Inocenc III.
Inocenc III. (latinsko Innocentius III); rojen kot Lotario dei Conti di Segni), papež Rimskokatoliške cerkve; * okrog 1160 Gavignano (Lacij, Papeška država), † 16. junij 1216, Perugia (Umbrija, Papeška država).

## Življenjepis

### Mladost
Lotarij de' Conti di Segni (italijansko Lotario dei Conti di Segni) je bil rojen okrog 1160 v Gavignanu blizu Anagnija (Lacij, Italija). Njegov oče, grof Trasimund Segnijski, je bil iz družine, ki je dala kar devet papežev, med katerimi sta bila najbolj znana Gregor IX. (1254–1261) in Inocenc XIII. (1721–1724). Papež je bil tudi Lotarijev stric Klemen III., (1187–1191)); mati Klaricija pa je bila iz rimske plemiške družine Scotti. 

Prvo vzgojo je prejel Lotarij v Rimu, najbrž v benediktinski opatiji pri St. Andrea al Celio.  
Podobno kot tisti plemeniti Rimljani, ki so želeli vstopiti v cerkveno službo, je tudi sam vpisal študij teologije na Sorboni v Parizu, kjer mu je predaval tudi Peter Corbeil (†1222). Najbrž je študiral pravo tudi v Bologni.
Po smrti Aleksandra III. (1159–1181) je odšel v Rim, kjer je vstopil v cerkveno službo pri Luciju III. (1181-1185), pozneje pa pri Urbanu III. (1185–1187), Gregorju VIII. (1187). Klemnu III., (1187–1191) ki je 1190 imenoval svojega nečaka za kardinala diakona pri Santi Sergio e Bacco. 

Med vladanjem papeža Celestina III. (1191–1198) iz rodovine Orsini, ki je bila sprta z njegovo družino, je prostovoljno zapustil Rim in odšel v Anagni. Tam je napisal nekaj teoloških del, od katerih sta najpomembnejši De Contemptu mundi ( Zaničevanje sveta ), v katerem bodoči papež odklanja nečimrnost sveta, in De Sacro Altaris Mysterio ( Skrivnost svete maše ) . 

## Papež

### Izvolitev
8. januarja 1198 je umrl papež Celestin III. Volitve njegovega naslednika so potekale na dan samega pogreba v stari kmečki hiši – spremenjeni v trdnjavo – v Septizonu na Palatinu v Rimu. Kraj je bil last rodbine Frangipanov. Tukaj se je zbral kardinalski zbor na konklave. Prvič v zgodovini so razdelili glasovalne listke, ki so jih po štetju sežgali, da se ne bi pozneje  zvedelo, za koga so volili. V tistih nemirnih časih so marsikdaj papeževo duhovno in politično moč omejevali svetorimski cesarji in uporni Rimski senat. Potrebno je bilo torej izvoliti papeža, ki bi bil kos tem izzivom. Izvolitev kardinala Lotarija, ki je takrat imel komaj 38 let, je bila prava stvar.

### Nadzor nad rimsko aristokracijo
Papeštvo je bilo prepuščeno na milost in nemilost bogatim rimskim družinam, ki so s senatom omejili moč Cerkve. Stvari se se spremenile z Inocencom III.. Edinega senatorja, ki je deloval takrat v senatu, je papež zamenjal z možem, kateremu je največ zaupal. Poleg tega je nadomestil tudi sodnika z možmi cerkvene
uprave. Papež je močno vplival na dogodke, še preden je bil 22. februarja kronan.

### Ponovno utrjevanje papeške moči
Inocenc III. se je ves čas svojega papeževanja trudil, da bi povečal ugled in absolutno moč (plenitudo potestatis) papeštva. Končni rezultat je bilo vodstvo religioznega življenja v zahodni Evropi na tak način kot še nikdar prej; spet so "vse poti vodile v Rim"; in nikoli kot prej ni bil pravilen stavek, ki ga je vsak vernik recitiral "Adveniat regnum tuum"; država in Cerkev sta bili pod teokracijo Inocenca III za skoraj 20 let. Njegov poseg se je zaključil,ko je papež pred svojo izvolitvijo zahteval Senat kot papeški privilegij. To mu je bilo tudi lahko storiti, ker, če so leto prej (1197) imenovali 56 senatorjev, v trenutku njegove izvolitve je deloval le eden, ki so ga takoj odstavili in namestnik je prisegel zvestobo papežu rekoč, da bo obdržal skrivnosti glede najbolj kočljivih zadev in pomagal papežu pi ponovni pridobitvi izgubljenih dobrin. Potem so prišli na vrsto sodniki, do tedaj izvoljeni na Kapitolu, ki so bili zamenjani s papeževimi možmi, ki so opravljali delo uradnikov. Prav tako se je zgodilo prefektu, ki ga je Inocenc prisilil, naj se mu podloži in mu priseže vazalstvo. Tako je tudi sam postal neke vrste papežev uradnik.
V bistvu, pred svojo izvolitvijo je novemu papežu - z zelo visokim pojmovanjem svoje premoči - uspelo imeti v svojih rokah civilno upravo mesta s tem, da je preuredil oblast. Ko je to storil, je Inocenc III. dokazal, da ni bil samo teoretik. Imel je smisel za realnost in praktične vrline politika. Znašel se je v najtežjih situacijah, z diplomatičnim obzirom je doumel priložnosti za zmago.
Ko je prišel na prestol, je izbral homilijo odlomka Jeremije 1, 10: "Vidiš, jaz te danes imenujem nad ljudstvi in kraljestvi, da izkoreniniš in uničuješ, da pokvariš in podiraš, da ustanavljaš in sadiš." Ko je Gregor VII. pridobil svoje mesto je v joku in spiritualnih sporih rekel, da je čutil "grenko tesnobo in veliko skrb", Inocenc pa je takoj povedal, da je papeštvo "najslavnejši položaj na Zemlji", in da sta predstavnik Kristusa in Sveta Stolica "postavljena med Bogom in človekom, pod Bogom, ampak nad človekom"
22. februarja l. 1198 so Inocenca III. posvetili v cerkvi sv. Petra; nato je slovesno stopil v Lateran, v spremstvu prefekta in senatorja (oba je izvolil sam), plemstva, okoliških baronov, konzulov in rektorjev mesta, ki so se mu prišli poklonit.
Kot že prej omenjeno, papež je bil zelo prebrisan, zato je izkoristil zmedo, ki je nastala po prezgodni smrti nemškega in sicilskega kralja in cesarja Henrika VI. (1165-1197) in spodkopal zvezo med Nemčijo in Sicilijo. V Nemčiji je prišlo do državljanske vojne med Filipom Švabskim, ki je bil Henrikov brat in vodilni kandidat Hohenstaufnov za cesarski prestol, in Otonom Braunschweigškim. Inocenc je leta 1198 za cesarja kronal Otona Braunschweigškega, kasneje pa ga je zaradi poskusa prevzema oblasti na Siciliji izobčil. 
Papež je izkoristil šibkost Henrikovega sina, kralja Friderika II. Sicilskega, ki je imel komaj štiri leta, in utrdil svojo moč na Siciliji. Izkoristil je namreč oporoko Friderikove matere Konstance Sicilske, v kateri ga je imenovala za skrbnika mladega kralja. Inocenc je Frideriku priznal kraljevski naslov šele potem, ko je se je Friderik odrekel privilegijem iz Štirih poglavij, ki jih je Viljem I. Sicilski v svojo korist izsilil od papeža Hadrijana IV. (1154–1159). Papež je nato novembra 1198 razglasil za kralja Friderika II., kasneje pa ga je pregovoril, da se je leta 1209 poročil z vdovo madžarskega kralja Emerika (1196-1204). 

### Vmešavanje v cesarske volitve
Po smrti cesarja Svetega Rimskega cesarstva Henrika VI. leta 1197 sta novega cesarja volili dve skupini elektorjev. Kandidata za cesarski naslov sta bila Filip Švabski iz družine Hohenstaufen in Oton Braunschweigški iz družine Welf. Ker je papež Celestin III. Filipa Švabskega izobčil in ga zato v Aachnu ni kronal za cesarja, je Inocenc leta 1201 odkrito podprl njegovega protikandidata Otona Braunschweigškega. Vsem elektorjem, ki bi volili proti Otonu, je zagrozil z izobčenjem. Z dekretom Per Venerabilem, ki ga je izdal maja 1202, je nemškim knezom pojasnil svoje poglede na odnose med cesarstvom in papeštvom. Njegov dekret so kasneje vključili med kanone (Corpus Juris Canonici). V dekretu je zagovarjal papeževe pravice o odločanju, kdo bo izvoljen za cesarja, ter razsojanju in razglašanju cesarja, če bi bilo kandidatov več. Dokazoval je, da je bil prenos Rimskega cesarstva iz Bizanca na Svetega Rimskega cesarja opravljen s papeževim blagoslovom, zato so blagoslov, kronanje in slovesna umestitev cesarja še naprej v papeževi pristojnosti. 
Filip Švabski je v tekmi z Otonom kljub slabemu začetnemu položaju kmalu dosegel nekaj prednosti in 6. januarja 1205 ga je kölnski škof Adolf, ki je bil najvišja cerkvena avtoriteta v Nemčiji, v Aachnu okronal za zakonitega kralja. Inocenc III. je spoznal, da Oton izgublja igro, zato si je leta 1207 premislil in za svojega izbranca razglasil Filipa Švabskega. V Nemčijo je poslal nekaj kardinalov, ki naj bi Otona prepričali, da odstopi od svoje kandidature za cesarja. Ker so Filipa 21. junija 1208 umorili (verjetno Otonovi plačanci), je skupščina v Frankfurtu 11. novembra 1208 za cesarja razglasila Otona Braunschweigškega.
Papež ga je nato povabil v Rim. Srečala sta se v Viterbu, kjer je Oton prisegel, da se bo odpovedal vsem zahtevam do dediščine Matilde Kanoške in bivšega Ravenskega eksarhata. Cerkvi je prepustil Spoleto in Ankono, ji obljubil pomoč pri zatiranju herezije in ji dovolil svobodne volitve. Papežu je podelil neomejeno prizivno pravico in izključno pristojnost za hierarhične in duhovne zadeve. Po prisegi ga je papež 4. oktobra 1209 v baziliki sv. Petra v Rimu kronal za cesarja Otona IV..
Kljub prisegi in obljubam je Oton po svojem kronanju takoj zasegel Ankono, Spoleto in ostale posesti, ki jih je obljubil cerkvi, jih razdelil svojim vazalom in nato napadel Sicilsko kraljestvo. Papež ga je zato 18. novembra 1210 izobčil.
Na skupščini v Nürnbergu septembra 1211 je papež prepričal nekaj mogotcev, da so se odrekli izobčenemu cesarju in so za novega cesarja izvolili Friderika II. Sicilskega. Friderik II. je papežu obljubil isto, kot pred njim Oton IV., in 5. decembra 1212 je bil izvoljen za cesarja. Papež je njegovo izvolitev potrdil in ga 12. julija 1215 v Aachnu uradno kronal za cesarja.

### Politika
Po smrti Henrika VI. ni bil nihče izbran za nasledstvo. To je izkoristil papež, da bi si obnovil papeško moč v kraljestvu Sicilije ter dosegel od ceserice Constance, vdove Henrika VI. in matere Friderika II., vrnitev privilegijev. Tako je papež s prestola vrgel Friderika II. 
Inocencu III je uspelo vrnti rimandsko provinco cerkvi. V Nemčiji so Gvelfi in Staufovci izvolili različne cesarje: Filipa Švabskega in Otona Brunswicka. Leta 1201 je papež podpiral Otona in je naznanil, da je bil oklican za rimskega kralja in je vsem grozil z izobčenjem, če ga ne bi priznali kot takega. Tudi, ker je Oton obljubil dati nekatera italijanska območja in bi se odpovedal kraljevanju v južni Italiji, ki je bila povezana s cesarsko, s poroko med Henrikom VI. in Costanzo D'Altovillo, ki jo je Inocenc hotel dati Frideriku II. 
Papež je povedal nemškim princom prek Venerabilnega dekreta, kako on gleda na odnose med Cerkvijo in cesarstvom. Glavne točke dekreta pravijo, da rimski princi lahko svobodno volijo svoje kralje. Zahvala cerkve,ki je bila narejena po sposobnosti izvoljenca, po svojem odobravanju, naziljenju, posvetitvi in kronanju. Torej je samo papež, kot Jezusov poslanec, lahko odstavljal cesarja. V primeru dvojnih volitev so morali volivci vprašati papeža za razsodbo, ali izreci se v prid castilcov.Inocenc III je hotel uporabljati papezevo avtoriteto za si prisvojiti papesko moc v juzni Italiji:Gvalterij III,ki je dobil od Henriku VI. prizna naslov. Papež ga je imenoval za Tarantskega princa, Pulijskega vojvodo in za grofa Lec ter ga je izbral za svojega zaščitnika, ki naj poskrbi za mir v Sicilskem kraljestvu. Gvalterij, ki ga je podpiral papež vojska grofa Petra iz Celana, je imel uspeh, ker je pognal Diopolda v svoj fevd, toda
kasneje je bil premagan od Nemcev, tako da ni izpolnil pepeževih ciljev.
Med tem časom, je državljanska vojna v Nemčiji šla v prid Filipu, ter tako je papež spremenil svoe mnenje, leta 1207 pošlje legate v Nemčijo, da bi odstavili  Otona. Wittelsbalski Oton, vnuk Otona I, ubije Filipa zaradi osebnih sporov. Ta postane kralj Oton IV, katerega papež povabi v Rim, ter ga takrat okrona, pred tem mu Oton obljubi, da mu da v zameno Mesti Spoleto in Ancono. Po kronanju nazaj prevzame obljubljeni mesti in druga mesta cerkve,ter jih da svojim vezalom.

### Fevdalna oblast nad Evropo
Inocencova moč in njegova osebnost sta iz njega naredili najbolj prominentno politično osebnost Evrope. Za svojega vazalnega gospodarja so ga priznali: angleški kralj Ivan Brez dežele (John Lackland), mlajši brat Riharda Levjesrčnega, Peter II. Aragonski, Otokar I. Češki, Alfonz IX. Leonski in Sančo I. Portugalski. Francoskega kralja Filipa II. Avgusta (1180–1223) je prisilil, da se je pobotal s svojo ženo Ingeborg Dansko. Filip II. je postal Inocencov zaveznik v boju proti Otonu IV.. Oton se je zato povezal z Anglijo (kralj Ivan je bil njegov stric) in 27. julija 1214 v bitki pri Bouvinesu v Belgiji doživel poraz. Po porazu je izgubil ves vpliv in 19. maja 1218 umrl. Nesporni cesar je postal Friderik II., Inocenc III. pa je še naprej igral pomembno politično vlogo v Franciji, Švedski, Bolgariji, Španiji in zlasti v Angliji.
Papeževo vmešavanje v angleške notranje zadeve je imelo daljnoročne posledice. Angleškega kralja Riharda I. Levjesrčnega (1189-1199), ki je večino časa svojega vladanja preživel v tujini in je sodeloval tudi v tretji križarski vojni, je nasledil brat Ivan Brez dežele (1199-1216). V vojnah s Francijo (1204 in 1214)je izgubil skoraj vsa svoja francoska ozemlja in postal papežev vazal. Leta 1215 ga je angleško plemstvo prisililo, da ie podpisal Veliko listino svoboščin (Magna Charta Libertatum), s katero so omejili pretirano kraljevo oblast in se zaščitili pred novimi davki. Pravico do odobravanja novih davkov je dobil Spodnji dom, cerkev pa je dobila pravico svobodne izbire škofov. Inocenc III. je Listino svoboščin na Ivanovo zahtevo preklical, kar je sprožilo vrsto verskih vojn, ki so trajale do začetka 16. stoletja. V zgodnjem 16. stoletju je prišlo do reformacije, s katero je kralj Henrik VIII. (1509-1547) pretrgal odnose z rimskokatoliško cerkvijo in ustanovil svojo anglikansko cerkev. Ukinil je papeževo jurisdikcijo v Angliji, zmanjšal pooblastila klera ter cerkvi in samostanom odvzel zemljo.
Inocenc se je vmešaval tudi v notranje zadeve na Sardiniji – včasih na povabilo lokalnih giudicatov - upravnikov sodnih okrožij, včasih pa tudi na lastno pobudo. Že na začetku svojega pontifikata je suverenost nad Sardinijo priznal nadškofiji v Pisi. Posredoval je v vojni med sodnima okrožjema Cagliari in Logoduro. Poskušal je doseči mir in razčistiti obtožbe, ki sta si jih izrekla Viljem I. Cagliarijski in Comita III. Torreški. Cerkvenim dostojanstvenikom na otoku je ukazal, naj raziščejo zakonitost porok sodnikov in Viljema in Comita celo poklical v Rim. Republika Pisa, katere državljana sta bila, je njuno izročitev preprečila, češ da njenim državljanom ne morejo soditi tuja sodišča. Med Rimom in Piso je prišlo do spora, v katerem je papež pisanskemu nadškofu Ubaldu zagrozil, da mu bo »zaradi zlorabe moči odvzel vse privilegije«. Inocenc je hotel Viljema prisiliti, da priseže zvestobo Svetemu sedežu. Poskus se je izjalovil, ker pisanski nadškof Viljema ni hotel odvezati priseg, ki jih je pred tem dal njemu. Inocenc je nato poskušal preveriti resničnost obtožb proti arborejskemu nadškofu Giustu, ki sta ga Ubaldo in Viljem odstavila, vendar mu škofa ni uspelo vrniti na njegov prejšnji položaj.
Leta 1202 se je mesto nadškofa v nadškofiji Torres izpraznilo in Inocenc je na izpraznjeno mesto imenoval člana svoje kurije Biagia, ki je bil dolžan izpolnjevati samo njegove osebne ukaze. Ko je leta 1203 umrl Barisone II. Gallurski, je prepustil papežu v varstvo svojo vdovo in dedinjo Eleno. Inocenc je vdovino zaščito prepustil lokalnim oblastnikom, Biagiu pa je ukazal, naj ji najde primernega moža. Papež je hotel organizirati poroko s sorodnikom Trasimondom, Elena pa je njegov poskus zavrnila in se poročila s Pisancem Lambertom Viscontijem. Inocencovi politiki na Sardiniji so ostro nasprotovali. Ko je Inocenc umrl, je bil otok popolnoma v pisanski oblasti.

### Križarske vojne in zatiranje herezije
Inocenc je bil goreč nasprotnik herezije in je proti heretikom sprožil več vojnih pohodov.
Na začetku svojega ponitifikata se je osredotočil na albižane v južni Franciji. Poslal jim je dva cistercijanska meniha, ki naj bi jih podučila o pravi veri, albižani pa so oba meniha ubili. Uboj je sprožil križarsko vojno(do zdaj uporabljene samo proti muslimanom in poganom), ki je trajala od leta 1212 do 1129 (1244). Krščanski vojski, kateri je poveljeval Simon Monfortski, so se kmalu pridružili plemiči iz severne Francije, ki so v vojni videli priložnost za osvajanje novih, bogatih ozemelj juzne Francije.
Ta je bil uvod k pozakonitvi Inkvizicije leta 1233: herezijo je bilo treba kaznovati za duševno dobro posameznika in za ohranitev Cerkve. Leta 1199 je papeško potrdilo Vergentis in senium izenačilo herezijo s prekrškom žalitve veličanstva.
Inocenc je leta 1198 sprožil četrto križarsko vojno, v kateri naj bi ponovno osvojili Sveto deželo. Svoj poziv na vojno je naslovil predvsem na evropske viteze in plemstvo in ne na evropske kralje, ker ni želel, da bi se vojne udeležila Rihard I. Angleški (1189-1199) in Filip II. Francoski, ki sta bila v medsebojni vojni. Še posebno ni želel udeležbe Nemcev, ki so bili njegovi sovražniki. Na Inocencov poziv se do leta 1200 v glavnem niso zmenili, potem pa so v Šampanji le organizirali križarsko vojsko. 
Križarska vojska se je zbrala v Benetkah, od koder se je namesto v Sveto deželo odpravila proti Bizancu. Leta 1202 je mimogrede zavzela in oplenila Zadar, leta 1204 pa še Bizanc. Inocenc se je zaradi napadov na Zadar in Bizanc zgrozil in udeležence izobčil, ker jim je pred odhodom ukazal, naj ne napadajo krščanskih mest. 
17. novembra 1207 Inocens III. prosi Friderika II. naj vojaško poseže proti katarom, ki so smatrani za neko ogabnost, pošast, raka. Po mnenju Inocensa, njihova herezija “rojeva vedno nove pošasti, preko katerih se podkupljenost obnavlja...”

### Lateranski koncil
5. novembra 1215 je Inocenc sklical Četrti lateranski vesoljni cerkveni zbor, ki je bil najpomembnejši cerkveni zbor v srednjem veku. Na zboru so sprejeli sedemdeset novih določil, ki so med drugim vzpodbudila ustanavljanje šol in zagotovila klerikom višji standard kot laikom.
Križarska vojna je trajala dlje, kot so predvidevali, in sicer od l.1209 do 1244 (s padcem zadnje utrdbe na Pirenejih, Montségurskega gradu), toda z rezultatom skoraj popolnega uničenja katarov, z izjemo le nekaterih preživelih izseljenih žarišč v Toskani in Lombardiji. Cena, ki jo je placala Cerkev pa je bilo priznavanje o krivdi pri različnih groznih pokolih, med katerimi izpostavljamo Bézierski pokol 22.julija 1209, ko so križarji pobili najmanj 20.000 prebivalcev med moškimi, ženskami in otroki. Poboji in opustošenja so povzročili posledice pri celotnih narodih. Inocens, že razočaran izida četrte križarske vojne, je srečal novo skrb. Samo pozitiven izid španske Rekonkviste ni izdal izraza križarska vojna. Toda globok kontrast je bil viden vsem: španski junak proti muslimanom in zmagovalec bitke v Las Navasu de Tolosi l.1212, Peter II Aragonski, je bil namreč umorjen v bitki pri Muretu, ko je skusal braniti mesto Montpellier od navala križarjev.
Križarska vojna je zaostrila nesporazume med katoličani in pravoslavci, ker so križarji ropali po Kostantinopl; takrat se je izgubilo veliko
relikvij in drugih dragocenosti. Krizarji so si razdelili vzhodno cesarstvo tako, da jim je v Benetkah pripadalo 3/8 ozemelj vzhodnega cesarstva, med katerimi je bila Kreta in drugi otoki Egejskega morja. Baldovinu IX., zelo vaznemu francoskemu fevdalcu, je pripadala cesarjeva krona.

## Smrt
Na zboru je bil sprejet sklep, da se leta 1217 pod vodstvom cerkve začne peta križarska vojna. Po zboru, ki se je končal leta 1216, je papež odšel v severno Italijo in poskušal pomiriti sprti mesti Pisa in Genova, ker je njihove ladje potreboval za nove vojaške podvige.
Inocenc je 16. junija 1216 v Perugii nenadoma umrl. Pokopali so ga v katedrali v Perugii. Med pontifikatom papeža Leona XIII. so njegovo truplo decembra 1891 prenesli v Lateran. 

### Zapuščina
Moč papežev, ki jo je vzpostavil Inocenc III. nad evropskimi kralji, je bila kratkotrajna. Zapustil nam je dve deli, ki sta napisani v latinščini in se še vedno pogosto bereta: De Miseria Humanae Conditionis je razprava o askezi, ki jo je napisal še preden je postal papež, in De Sacro Altaris Mysterio, ki je opis in razlaga cerkvenih obredov.